# Monoteisme
Monoteisme (af gr. μόνος mónos "éne, en" og θεός theós "gud") er troen på, at der kun findes én gud, som opfattes som overnaturlig, hellig, almægtig, alvidende og god. Guden opfattes som verdens skaber, og griber ind i menneskenes verden.
Monoteisme kan således kontrasteres med polyteisme, troen på og dyrkelsen af flere guder, eller ateisme, der betegner det slet ikke at tro på nogen guder. En særstilling indtager henoteismen, hvor man dyrker én gud, men ikke benægter andre guders eksistens (kaldes også monolatri).
De religioner, der har præget den vestlige kultur mest i de sidste årtusinder har været monoteistiske, og de to p.t. største religioner er da også monoteistiske, men i et videre kulturhistorisk perspektiv har polyteismen historisk set været mere udbredt.
Verdens første monoteist regnes for at være den egyptiske konge Akhenaton som i sin regeringstid (1365 f.Kr. – år 1346 f.Kr.) midlertidigt fik afskaffet den egyptiske polyteisme og i stedet indsat solguden Aton som eneste gud.

## Kendte monoteistiske religioner
- Bahai
- Islam
- Jødedom
- Kristendom
- Zarathustrianisme
- Yazidisme

| Religion | Spire Denne religionsartikel er en spire som bør udbygges. Du er velkommen til at hjælpe Wikipedia ved at udvide den. |